# Neobola
Neobola es un género de peces de la familia de Cyprinidae y de la orden de los Cypriniformes.

## Especies
- Neobola bottegoi Vinciguerra, 1895
- Neobola fluviatilis (Whitehead, 1962)
- Neobola nilotica F. Werner, 1919
- Neobola stellae (Worthington, 1932)

- Datos: Q3767475
- Especies: Neobola